# Dada (cràter)
Dada és un cràter sobre la superfície del planeta nan Ceres, situat amb el sistema de coordenades planetocèntriques a 59.36 ° de latitud nord i 338.17 ° de longitud est. Fa un diàmetre de 12 km. El nom va ser fet oficial per la UAI el quatre de desembre del 2015 i fa referència a Dada, déu nigerià de les verdures.